# ديتاينو
نهر وادي الطين أو (نقحرة: ديتاينو) (بالإيطالية: Dittaino) هو نهر يقع في وسط صقلية.
يبلغ طول النهر قرابة 105 كيلومتر وتدفق متوسط يبلغ 7 متر مكعب في الثانية.

## التسمية
النهر كان يعرف قديما باسم كريساس أو خريساس باليونانية Χρύσας وباللاتينية Chrysas وأما اسمه الحالي فهو مأخوذ من العربية ومشتق من كلمة وادي الطين Wādī al-tīn.